# Офис комиссара МИД КНР в САР Гонконг
Офис комиссара Министерства иностранных дел Китайской Народной Республики в Специальном административном районе Гонконг (Офис комиссара МИД КНР в САР Гонконг, кит. упр. 中华人民共和国外交部驻香港特别行政区特派员公署, англ. Office of the Commissioner of the Ministry of Foreign Affairs of the People's Republic of China in the Hong Kong Special Administrative Region (OCMFA)) — правительственное учреждение Министерства иностранных дел Китая в САР Гонконг в соответствии с Основным законом Гонконга для решения иностранных дел, связанных с регионом.
Основными обязанностями Офиса комиссара являются координация участия Гонконга в международных организациях и конференциях, решение вопросов применения международных конвенций в Гонконге, координация открытия консульских учреждений иностранными правительствами в Гонконге и решение вопросов, связанных с визитами иностранных государственных самолетов и военных кораблей в Гонконг.